# Ablaye Sow
Ablaye Sow (Dakar, 20 de enero de 1999), es un baloncestista senegalés que juega en la posición de pívot en las filas del Brest Métropole Basket de la Nationale Masculine 3 de Francia.

## Trayectoria profesional
De nacionalidad senegalesa, Sow llegó en categoría cadete a la cantera del Unicaja en la temporada 2013-14, destacando como uno de los mejores de su generación en cada campeonato. En agosto de 2016, se lesionó de gravedad en el primer entrenamiento de la pretemporada con el primer equipo entrenado entonces por Joan Plaza. Ablaye sufrió una fractura en el tercio medio de la tibia de la pierna izquierda.
Tras recuperarse de su lesión, comenzó a competir desde principios de la temporada 2018-19 en el Unicaja de Liga EBA que entrenaría Germán Gabriel, jugando durante la primera parte de la temporada 13 partidos con el equipo júnior de la Liga EBA firmando 10.1 puntos y 6.6 rebotes para 12.3 de valoración en 20 minutos.
En enero de 2019, el ala-pívot canterano del Unicaja es cedido hasta final de temporada como cedido en el Club Ourense Baloncesto para jugar en Liga LEB Oro.
En la temporada 2019-2020 se marcharía al filial del Monbus Obradoiro, el Obradoiro-Silleda de Liga EBA, entrando en dinámica con el equipo de Liga ACB y haciendo buenos números. 
El 22 de septiembre de 2020, firma con el Real Murcia Baloncesto para jugar en Liga LEB Oro, lo que sería su debut en la segunda categoría del baloncesto español.
El 6 de agosto de 2021, firma por el Brest Métropole Basket de la Nationale Masculine 3 de Francia.

## Clubs
- Unicaja Málaga (EBA) (2018-2019)
- Club Ourense Baloncesto (2019)
- Obradoiro-Silleda (2019-2020)
- Real Murcia Baloncesto (2020-2021)
- Brest Métropole Basket (2021-)